# Ladies Linz
El Torneig de Linz, conegut oficialment com a Upper Austria Ladies Linz, és un torneig de tennis professional que es disputa anualment sobre pista dura a l'Intersport Arena de Linz, Àustria. Pertany als International Tournaments del circuit WTA femení.
Anteriorment fou conegut com a Austrian Indoor Championships i especialment Generali Ladies Linz durant molts anys.

## Palmarès

### Individual femení
| Any               | Campiona                      | Finalista                  | Resultat            |
| ----------------- | ----------------------------- | -------------------------- | ------------------- |
| WTA 500           |                               |                            |                     |
| 2025              | Ekaterina Alexandrova         | Daiana Iastremska          | 6−2, 3−6, 7−5       |
| 2024              | Jeļena Ostapenko              | Ekaterina Alexandrova      | 6−2, 6−3            |
| WTA 250           |                               |                            |                     |
| 2023              | Anastassia Potàpova           | Petra Martić               | 6−2, 6−3            |
| 2022              | No disputat                   | No disputat                | No disputat         |
| 2021              | Alison Riske                  | Jaqueline Cristian         | 2−6, 6−2, 7−5       |
| WTA International |                               |                            |                     |
| 2020              | Arina Sabalenka               | Elise Mertens              | 7−5, 6−2            |
| 2019              | Cori Gauff                    | Jeļena Ostapenko           | 6−3, 1−6, 6−2       |
| 2018              | Camila Giorgi                 | Ekaterina Alexandrova      | 6−3, 6−1            |
| 2017              | Barbora Strýcová              | Magdaléna Rybáriková       | 6−4, 6−1            |
| 2016              | Dominika Cibulková            | Viktorija Golubic          | 6−3, 7−5            |
| 2015              | Anastassia Pavliutxénkova     | Anna-Lena Friedsam         | 6−4, 6−3            |
| 2014              | Karolína Plíšková             | Camila Giorgi              | 6−7(4), 6−3, 7−6(4) |
| 2013              | Angelique Kerber              | Ana Ivanović               | 6−4, 7−6(6)         |
| 2012              | Viktória Azàrenka             | Julia Görges               | 6−3, 6−4            |
| 2011              | Petra Kvitová                 | Dominika Cibulková         | 6−4, 6−1            |
| 2010              | Ana Ivanović (2)              | Patty Schnyder             | 6−1, 6−2            |
| 2009              | Yanina Wickmayer              | Petra Kvitová              | 6−3, 6−4            |
| WTA Tier II       |                               |                            |                     |
| 2008              | Ana Ivanović                  | Vera Zvonariova            | 6−2, 6−1            |
| 2007              | Daniela Hantuchová            | Patty Schnyder             | 6−4, 6−2            |
| 2006              | Maria Xaràpova                | Nàdia Petrova              | 7−5, 6−2            |
| 2005              | Nàdia Petrova                 | Patty Schnyder             | 4−6, 6−3, 6−1       |
| 2004              | Amélie Mauresmo               | Elena Bovina               | 6−2, 6−0            |
| 2003              | Ai Sugiyama                   | Nàdia Petrova              | 7−5, 6−4            |
| 2002              | Justine Henin                 | Alexandra Stevenson        | 6−3, 6−0            |
| 2001              | Lindsay Davenport (2)         | Jelena Dokić               | 6−4, 6−1            |
| 2000              | Lindsay Davenport             | Venus Williams             | 6−4, 3−6, 6−2       |
| 1999              | Mary Pierce                   | Sandrine Testud            | 7−6(2), 6−1         |
| 1998              | Jana Novotná (2)              | Dominique Monami Van Roost | 6−1, 7−6(2)         |
| WTA Tier III      |                               |                            |                     |
| 1997              | Chanda Rubin                  | Karina Habšudová           | 6−4, 6−2            |
| 1996              | Sabine Appelmans (2)          | Julie Halard               | 6−2, 6−4            |
| 1995              | Jana Novotná                  | Barbara Rittner            | 6−7(6), 6−3, 6−4    |
| 1994              | Sabine Appelmans              | Meike Babel                | 6−1, 4−6, 7−6(3)    |
| 1993              | Manuela Maleeva-Fragnière (2) | Conchita Martínez          | 6−2, 1−0, retirada  |
| WTA Tier V        |                               |                            |                     |
| 1992              | Natalia Medvedeva             | Pascale Paradis-Mangon     | 6−4, 6−2            |
| 1991              | Manuela Maleeva-Fragnière     | Petra Langrová             | 6−4, 7−6(1)         |
| 1990²             | Monika Kratochvílová          | Katharina Bueche           | 7−5, 6−3            |
| 1990¹             | Marion Maruska                | Karin Kschwendt            | 3−6, 6−1, 6−4       |
| 1988              | Eva Švíglerová                | Marion Maruska             | 6−3, 6−1            |
| 1987              | Barbara Paulus                | Denisa Krajčovičová        | 6−2, 6−2            |

### Dobles femenins
| Any               | Campiones                                  | Finalistes                               | Resultat          |
| ----------------- | ------------------------------------------ | ---------------------------------------- | ----------------- |
| WTA 500           |                                            |                                          |                   |
| 2025              | Tímea Babos Luisa Stefani                  | Liudmila Kitxenok Nadiia Kichenok        | 3−6, 7−5, [10−4]  |
| 2024              | Sara Errani Jasmine Paolini                | Nicole Melichar-Martinez Ellen Perez     | 7−5, 4−6, [10−7]  |
| WTA 250           |                                            |                                          |                   |
| 2023              | Natela Dzalamidze Viktória Kužmová         | Anna-Lena Friedsam Nadiia Kichenok       | 4−6, 7−5, [12−10] |
| 2022              | No disputat                                | No disputat                              | No disputat       |
| 2021              | Natela Dzalamidze Kamilla Rakhimova        | Wang Xinyu Zheng Saisai                  | 6−4, 6−2          |
| WTA International |                                            |                                          |                   |
| 2020              | Arantxa Rus Tamara Zidanšek                | Lucie Hradecká Kateřina Siniaková        | 6−3, 6−4          |
| 2019              | Barbora Krejčíková Kateřina Siniaková      | Barbara Haas Xenia Knoll                 | 6−4, 6−3          |
| 2018              | Kirsten Flipkens Johanna Larsson           | Raquel Atawo Anna-Lena Grönefeld         | 4−6, 6−4, [10−5]  |
| 2017              | Kiki Bertens Johanna Larsson (2)           | Natela Dzalamidze Xenia Knoll            | 3−6, 6−3, [10−4]  |
| 2016              | Kiki Bertens Johanna Larsson               | Anna-Lena Grönefeld Květa Peschke        | 4−6, 6−2, [10−7]  |
| 2015              | Raquel Kops-Jones Abigail Spears           | Andrea Hlaváčková Lucie Hradecká         | 6−3, 7−5          |
| 2014              | Raluca Olaru Anna Tatishvili               | Annika Beck Caroline Garcia              | 6−2, 6−1          |
| 2013              | Karolína Plíšková Kristýna Plíšková        | Gabriela Dabrowski Alicja Rosolska       | 7−6(6), 6−4       |
| 2012              | Anna-Lena Grönefeld Květa Peschke          | Julia Görges Barbora Záhlavová-Strýcová  | 6−3, 6−4          |
| 2011              | Marina Erakovic Ielena Vesninà             | Julia Görges Anna-Lena Grönefeld         | 7−5, 6−1          |
| 2010              | Renata Voráčová Barbora Záhlavová-Strýcová | Květa Peschke Katarina Srebotnik         | 7−5, 7−6(6)       |
| 2009              | Anna-Lena Grönefeld Katarina Srebotnik     | Klaudia Jans Alicja Rosolska             | 6−1, 6−4          |
| WTA Tier II       |                                            |                                          |                   |
| 2008              | Katarina Srebotnik Ai Sugiyama             | Cara Black Liezel Huber                  | 6−4, 7−5          |
| 2007              | Cara Black Liezel Huber                    | Katarina Srebotnik Ai Sugiyama           | 6−2, 3−6, [10−8]  |
| 2006              | Lisa Raymond Samantha Stosur               | Corina Morariu Katarina Srebotnik        | 6−3, 6−0          |
| 2005              | Gisela Dulko Květa Hrdličková Peschke      | Conchita Martínez Virginia Ruano Pascual | 6−2, 6−3          |
| 2004              | Janette Husárová Elena Likhovtseva         | Nathalie Dechy Patty Schnyder            | 6−2, 7−5          |
| 2003              | Liezel Horn Huber Ai Sugiyama              | Marion Bartoli Silvia Farina Elia        | 6−1, 7−6(6)       |
| 2002              | Jelena Dokić Nàdia Petrova (2)             | Rika Fujiwara Ai Sugiyama                | 6−3, 6−2          |
| 2001              | Jelena Dokić Nàdia Petrova                 | Els Callens Chanda Rubin                 | 6−1, 6−4          |
| 2000              | Amélie Mauresmo Chanda Rubin               | Ai Sugiyama Nathalie Tauziat             | 6−4, 6−4          |
| 1999              | Irina Spîrlea Caroline Vis                 | Tina Križan Larisa Savchenko Neiland     | 6−4, 6−3          |
| 1998              | Alexandra Fusai Nathalie Tauziat (2)       | Anna Kúrnikova Larisa Savchenko Neiland  | 6−3, 3−6, 6−4     |
| WTA Tier III      |                                            |                                          |                   |
| 1997              | Alexandra Fusai Nathalie Tauziat           | Eva Melicharová Helena Vildová           | 4−6, 6−3, 6−1     |
| 1996              | Manon Bollegraf Meredith McGrath           | Rennae Stubbs Helena Suková              | 6−4, 6−4          |
| 1995              | Meredith McGrath Nathalie Tauziat          | Iva Majoli Petra Schwarz-Ritter          | 6−1, 6−2          |
| 1994              | Eugenia Maniokova Leila Meskhi (2)         | Åsa Carlsson Caroline Schneider          | 6−2, 6−2          |
| 1993              | Eugenia Maniokova Leila Meskhi             | Conchita Martínez Judith Polzl Wiesner   | Renúncia          |
| WTA Tier V        |                                            |                                          |                   |
| 1992              | Monique Kiene Miriam Oremans               | Claudia Porwik Raffaella Reggi-Concato   | 6−4, 6−2          |
| 1991              | Manuela Maleeva-Fragnière Raffaella Reggi  | Petra Langrová Radka Zrubáková           | 6−4, 1−6, 6−3     |
| 1990²             | Regina Chaldková Monika Kratochvílová      | Birgit Arming Doris Bauer                | 6−4, 6−4          |
| 1990¹             | Alexia Dechaume Pascale Paradis            | Hana Fukarková Denisa Krajčovičová       | 6−3, 6−2          |
| 1988              | Marion Maruska Petra Ritter                | Cristina Casini Katarzyna Nowak          | 6−3, 6−4          |
| 1987              | Petra Hentschl Eva Maria Schuerhoff        | Barbara Paulus Petra Ritter              | 6−4, 6−4          |